# System integrator
Con il termine inglese system integrator viene indicata un'azienda (o uno specialista) che si occupa dell'integrazione di sistemi. 
Il compito del system integrator è quello di assiemare e far dialogare impianti diversi tra di loro allo scopo di creare una nuova struttura funzionale che possa utilizzare sinergicamente le potenzialità degli impianti d'origine e creando quindi funzionalità originariamente non presenti. Gli integratori di sistemi possono lavorare in campi diversi, ma il termine è nato nel contesto delle tecnologie dell'informazione (abbreviato con IT dall'inglese information technology), dell'industria della difesa e dei media.
Nel settore automotive i system integrator sono quei fornitori che assemblano le autovetture per conto della casa automobilistica (similmente altri tipi di veicolo), ricevendo i sottosistemi da montare dai subfornitori della componentistica. Il concetto poi è passato anche per sistemi complessi di altri settori.

## Information technology
Nel campo dell'IT gli integratori di sistemi connettono sistemi eterogenei in modo che questi possano avere in input, processare, salvare, categorizzare dati. Ad esempio un integratore di sistemi può costruire una soluzione informatica che integri un database DB2, un sito web, una applicazione legacy in Cobol su host e una risorsa esterna per il criptaggio via ejb trasformando tutto questo in una applicazione unica che soddisfi le necessità del cliente.
I system integrator possono essere anche una tipologia di carriera nell'ambito dell'IT. Gli integratori di sistemi devono essere molto capaci di conformare i prodotti esistenti ai bisogni del cliente. Un'attitudine al ragionamento induttivo è utile per capire velocemente come utilizzare un sistema informatico o una GUI. Un manager del settore generalmente trae benefici dal non essere uno specialista, conoscendo quanto basta di una gran quantità di prodotti. L'integrazione di sistemi, come lavoro, include molta diagnostica e di troubleshooting che infine naturalmente saranno gli specialisti a trattare.

### Accezioni IT
System integrator è un concetto molto utilizzato nel mondo informatico e digitale. A volte si usa il termine "pacchettizzare" per descrivere il concetto di assiemaggio (logico e/o fisico).
A seconda dei casi, nell'IT system integrator può voler significare:
- assemblatore (system builder) ovvero un'impresa che acquista componenti HW e vende macchine finite eseguendo unicamente l'assemblaggio, anche su specifica dell'acquirente. Può ovviamente marchiare i prodotti con proprio marchio o farlo conto terzi (ad esempio tramite configuratore web); hanno tipicamente una dimensione regionale o al più nazionale;
- produttore OEM (OEM system builder) ovvero un assemblatore che produce anche componenti, installa il sistema operativo e comunque personalizza il sistema con proprie applicazioni (Dell, HP, Acer, Toshiba, Asus, Lenovo, ecc.). I prodotti sono distribuiti sempre con marchio proprio e le società sono a dimensione multinazionale;
- integratore, in termini sistemici, di piattaforme, sistemi operativi, tecnologie, risorse, applicazioni diverse; questo comporta che il system integrator è l'esecutore di progetti di implementazione di prodotti sviluppati da terzi (spesso architetture composte da soluzioni diverse da integrare) per conto del produttore (in pratica, sono partner specializzati in progetti di alta complessità). Il vantaggio è che il cliente ha un solo fornitore che si occupa del progetto in termini unitari;
- integratore di soluzioni (applicazioni, tecnologie, ecc.) per realizzare un sistema informatico integrato (senza occuparsi del delivery); quando la soluzione è costituita da un set di servizi interagenti ed erogati (dal service provider) come un unico macro servizio allora si parla di service integrator (paradigma diffuso nell'IT managed service).